# Zegris
Zegris és un gènere de lepidòpters papilionoïdeus de la família dels pièrids (Pieridae). Es troba a la zona paleàrtica, amb una espècie, Zegris eupheme, present als Països Catalans.

## Taxonomia
El gènere Zegris inclou cinc espèciesː
- Zegris eupheme (Esper, 1804) - Europa, Nord d'Àfrica, Orient Mitjà, Àsia central.
- Zegris fausti Christoph, 1877 - Turquestan, Iran, Iraq, Afganistan, Pakistan.
- Zegris meridionalis Lederer, 1852 - Nord d'Àfrica.
- Zegris pyrothoe (Eversmann, 1832) - Sud-est de Sibèria, Turan, Kazakhstan, oest de la Xina.
- Zegris zhungelensis Huang & Murayama, 1992 - Xinjiang.

## Galeria

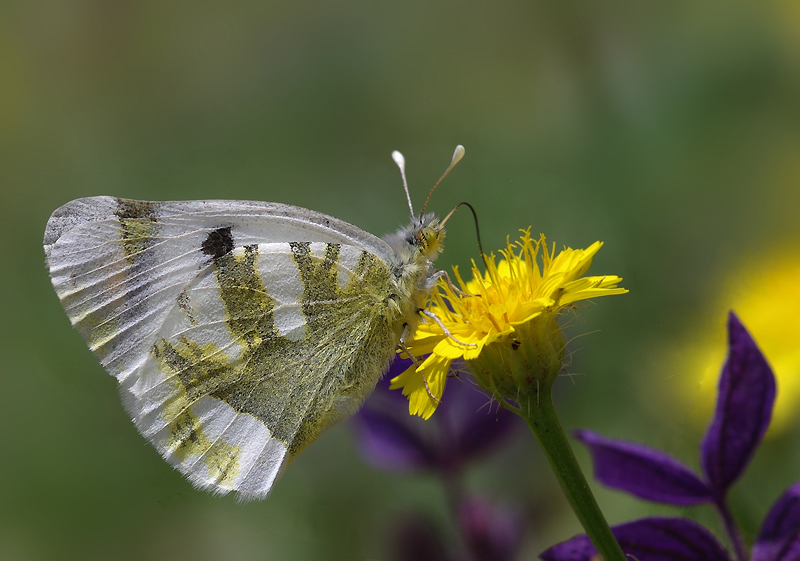
Zegris eupheme
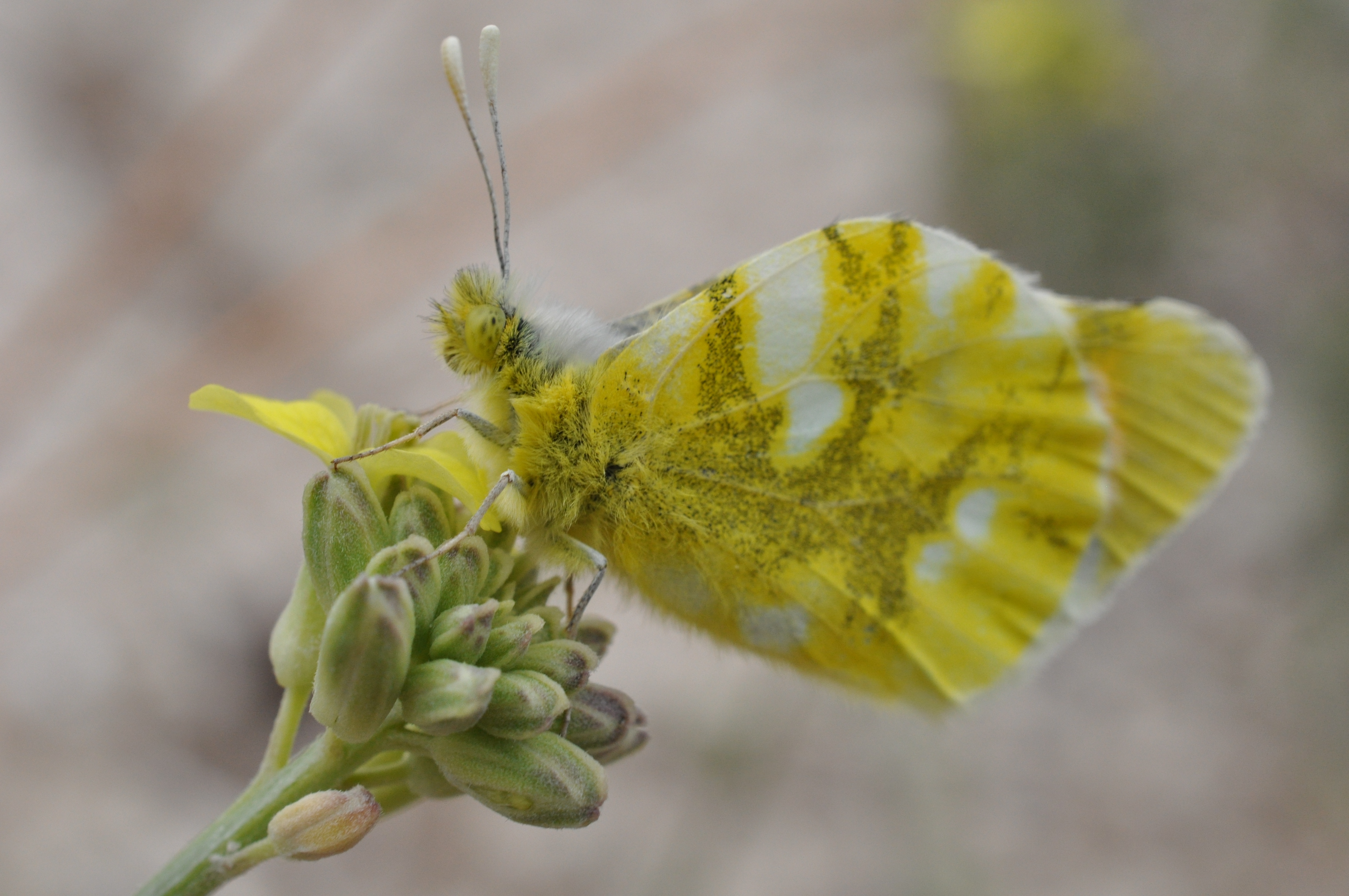
Zegris eupheme
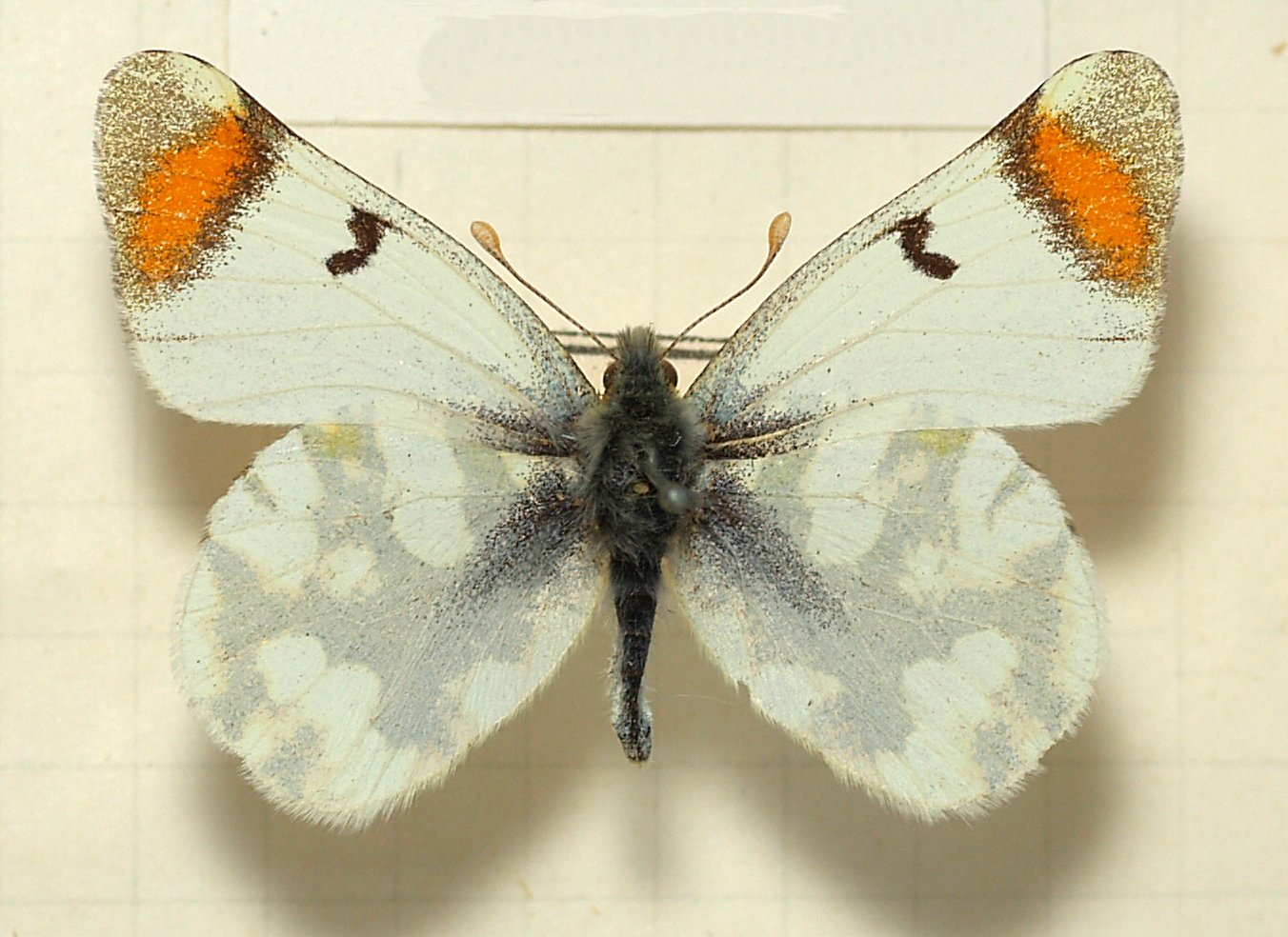
Zegris eupheme
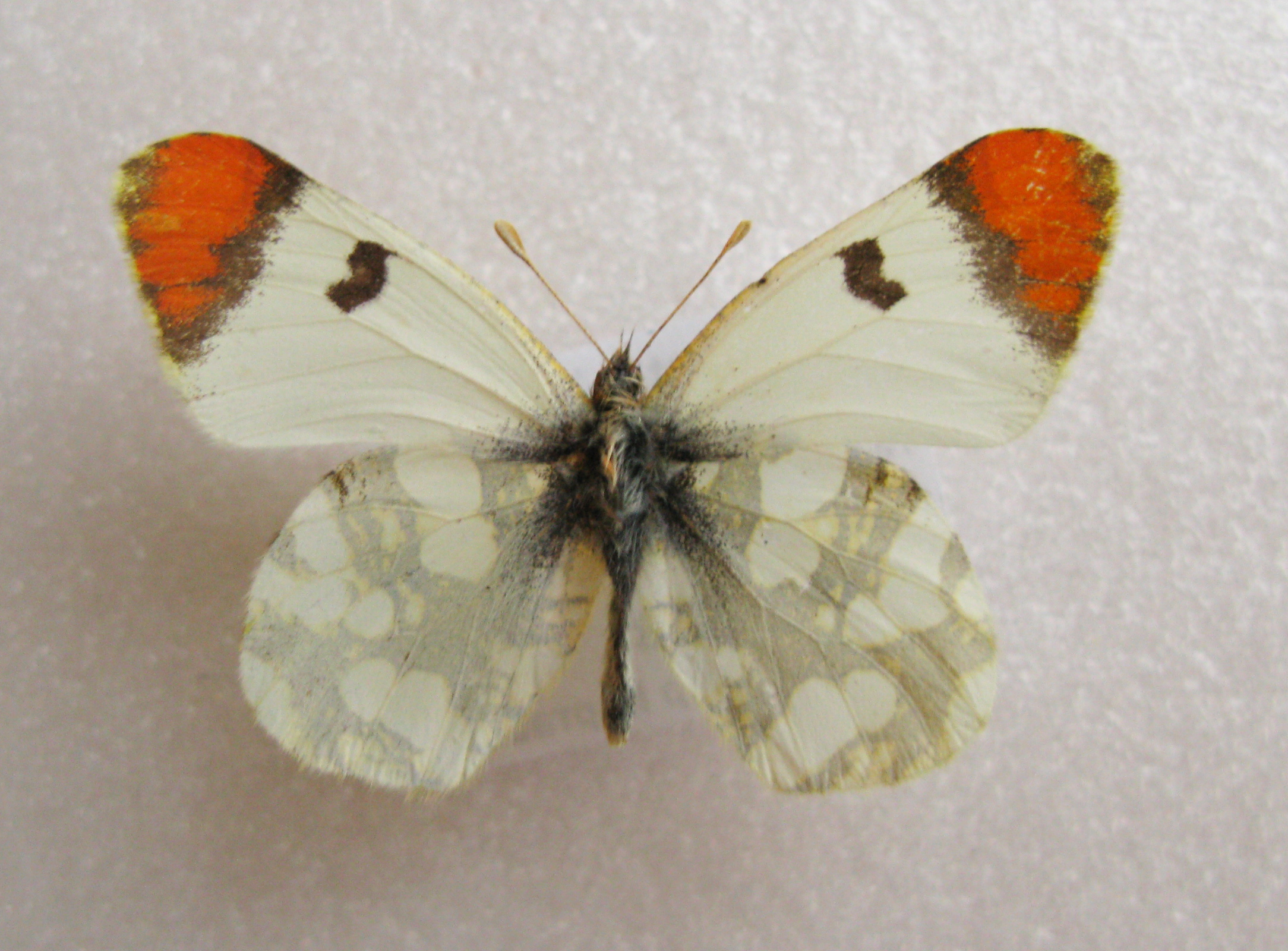
Zegris fausti